# Cześć, pajace!
Cześć, pajace! (ros. Привет, дуралеи!) – rosyjski film fabularny z 1996 roku, w reżyserii Eldara Riazanowa.

## Fabuła
Jurij Kabłukow spędza noc w Moskwie, pod oknami swojej byłej żony. We śnie staje się bogatym Francuzem, który w czasie rewolucji ukrył w Rosji swój majątek.

## Obsada
- Wiaczesław Połunin jako Jura Kabłukow
- Tatjana Drubicz jako Ksenia Zasypkina
- Tatjana Dogilewa jako Swietłana, była żona Jury
- Borys Szczerbakow jako Fiodor
- Aleksandr Szyrwindt jako przywódca partii
- Wiaczesław Kułakow jako Tolik
- Aleksandr Paszutin jako pijany oficer ze snu Jury
- Anatolij Rudenko jako Mitrofan, syn Jury
- Eldar Riazanow jako Nikołaj, dyrektor księgarni
- Aleksiej Bułdakow
- Nikołaj Garo